# Borodnó
Borodnó (szlovákul: Brodno) Zsolna városrésze, egykor önálló község Szlovákiában, a Zsolnai kerületben, a Zsolnai járásban.

## Fekvése
Zsolna központjától 3 km-re északkeletre, a Kiszuca bal partján fekszik.

## Története
A régészeti leletek tanúsága szerint területén már a korai kőkorszakban is éltek emberek.
A  mai település első írásos említése 1244-ben „Budno” alakban történt, de önálló faluként csak 1438-ban tűnik fel a korabeli forrásokban. A budatíni váruradalom része volt. 1784-ben 327-en lakták.
A 18. század végén Vályi András így ír róla: „BRODNO. Tót falu Trentsén Vármegyében, birtokosai Brogyányi Urak, lakosai katolikusok, fekszik Oszlán, Bán, és Privigye Mező Városoknak szomszédságjokban, határja termékeny, vagyonnyai külömbfélék, szőleje ugyan nintsen, de e’ fogyatkozást, jó helyen való fekvése, ’s alkalmatos piatzai megelőzik, első Osztálybéli.”
A 19. században a Csáky és Erdődy családok birtoka.
Fényes Elek 1851-ben kiadott geográfiai szótárában így ír a faluról: „Brodnó, tót falu, Trencsén vármegyében, 463 katholikus lakos. Kath. paroch. templom. F. u. gróf Csáky István örökösei, és gr. Erdődy György.”
A trianoni békéig Trencsén vármegye Kiszucaújhelyi járásához tartozott.
1980-ban csatolták Zsolnához.

## Népessége
1910-ben 577, túlnyomórészt szlovák anyanyelvű lakosa volt.
1980-ban 1341 lakosa volt.

## Nevezetességei
- A Mindenszentek tiszteletére szentelt római katolikus temploma.

## Külső hivatkozások
- Borodnó Szlovákia térképén
- Képek a városrészről
- A borodnói önkéntes tűzoltóegyesület honlapja